# Epimeria norfanzi
Epimeria norfanzi is een vlokreeftensoort uit de familie van de Epimeriidae. De wetenschappelijke naam van de soort is voor het eerst geldig gepubliceerd in 2010 door Lörz.